# Ichneumon clasma
Ichneumon clasma là một loài tò vò trong họ Ichneumonidae.